# Happisburgh
Happisburgh – wieś w Anglii, w hrabstwie Norfolk, w dystrykcie North Norfolk. Leży 27 km na północny wschód od Norwich i 185 km na północny wschód od Londynu.
W 2001 miejscowość liczyła 1372 mieszkańców.
We wsi w maju 2013 odkryto prawdopodobnie najstarsze odciski stóp ludzi na obszarze poza Afryką, datowano ich wiek na około 800 tys. lat. Być może pozostawili je przedstawiciele Homo antecessor.